# كأس الاتحاد الإنجليزي 1903–04
كأس الاتحاد الإنجليزي 1903–04 (بالإنجليزية: 1903–04 FA Cup)‏ هو الموسم 33 من  كأس الاتحاد الإنجليزي. أقيم بتاريخ 12 سبتمبر 1903، والذي يشرف على تنظيمه الاتحاد الإنجليزي لكرة القدم، وكان عدد الأندية المشاركة فيه  32، وفاز فيه مانشستر سيتي.